# Cheironitis hoplosternus
Cheironitis hoplosternus är en skalbaggsart som beskrevs av Edgar von Harold 1868. Cheironitis hoplosternus ingår i släktet Cheironitis och familjen bladhorningar. Inga underarter finns listade i Catalogue of Life.